# Petäjäskoski kraftverksdamm
Petäjäskoski kraftverksdamm (Petäjäskosken vl:n yläallas) är en uppdämd del av Kemi älv vid Muurola i kommunen Rovaniemi i landskapet Lappland i Finland. Sjön ligger 62,3 meter över havet. Arean är 19,2 kvadratkilometer och strandlinjen är 46 kilometer lång. Sjön  ingår i Kemi älvs huvudavrinningsområde.   Den ligger omkring 17 kilometer sydväst om Rovaniemi och omkring 680 kilometer norr om Helsingfors. 
I sjön finns öarna Iso Eräsaari, Kuusisaari, Hoikkasaari, Juntansaari, Tuomaanpalo, Nillunkankaat, Linnansaari, Raappanansaari, Lammassaari, Mustasaari och Siitarinkari. 
Öster om Petäjäskoski kraftverksdamm ligger Hanhivaara. Västerut ligger Mustavaarankangas.

## Källor

Panorama från skidhopptorn i Muurola